# John Bernard

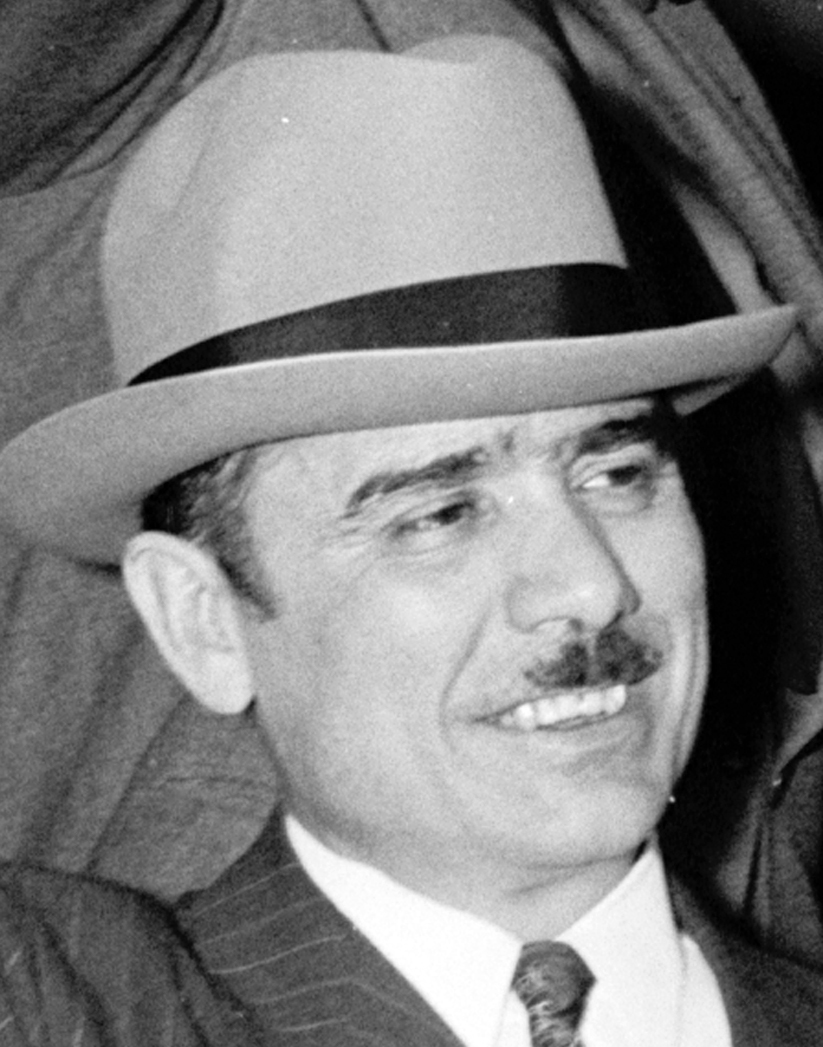
John Bernard (1938)

John Toussaint Bernard (* 6. März 1893 in Bastia, Frankreich; † 6. August 1983 in Long Beach, Kalifornien) war ein französisch-amerikanischer Politiker. Zwischen 1937 und 1939 vertrat er den Bundesstaat Minnesota im US-Repräsentantenhaus.

## Werdegang
Im Jahr 1907 kam der auf Korsika geborene John Bernard mit seinen Eltern in die Vereinigten Staaten, wo sich die Familie in Eveleth (Minnesota) niederließ. Bernard besuchte die öffentlichen Schulen in seiner alten und neuen Heimat. Zwischen 1910 und 1917 arbeitete er als Grubenarbeiter in einem Eisenbergwerk. Von 1920 bis 1936 war er Feuerwehrmann bei der städtischen Feuerwehr. Dazwischen diente er während des Ersten Weltkrieges in der US Army.
Politisch wurde Bernard Mitglied der Minnesota Farmer-Labor Party, deren Parteitage er als Delegierter in den Jahren 1936, 1938 und 1940 besuchte. Bei den Kongresswahlen des Jahres 1936 wurde er im achten Wahlbezirk von Minnesota in das US-Repräsentantenhaus in Washington, D.C. gewählt. Dort trat er am 3. Januar 1937 die Nachfolge von William Pittenger von der Republikanischen Partei an. Da er bei den Wahlen des Jahres 1938 gegen Pittenger verlor, konnte er bis zum 3. Januar 1939 nur eine Legislaturperiode im Kongress absolvieren. In dieser Zeit wurden dort weitere New-Deal-Gesetze der Bundesregierung verabschiedet. Im Kongress war John Bernard der einzige Abgeordnete, der gegen ein Waffenembargo gegen Spanien stimmte. In diesem Land tobte zu jener Zeit der Bürgerkrieg.
1940 bewarb sich Bernard erfolglos um die Rückkehr in den Kongress. In den folgenden Jahren wurde er ein Anführer der Arbeiterbewegung und war auch in der Bürgerrechtsbewegung aktiv. Später wurde er Mitglied der Kommunistischen Partei. Er verbrachte seinen Lebensabend in Long Beach, wo er 1983 verstarb.